# Ikuo Takahara
Ikuo Takahara (født 14. oktober 1957) er en japansk fodboldspiller.

## Japans fodboldlandshold
| Japans landshold | Japans landshold | Japans landshold |
| År               | Kmp              | Mål              |
| ---------------- | ---------------- | ---------------- |
| 1980             | 4                | 2                |
| Total            | 4                | 2                |